# Pinel (A Pobra do Brollón)
Santa María de Pinel és una parròquia del municipi gallec d'A Pobra do Brollón, a la província de Lugo. Limita amb les parròquies de Cereixa al nord, Abrence a l'est, Liñares al sud, i Chavaga, Bascós i Sindrán a l'oest.
El 2015 tenia 22 habitants agrupats en 5 entitats de població: Cabo, A Campaza, As Casas, A Eirexa i A Lama.
Entre el seu patrimoni destaca l'església de Santa María. Les festes se celebren el 15 d'agost en honor de la Verge Maria.